# Dinia eagrus
Dinia eagrus är en fjärilsart som beskrevs av Pieter Cramer 1779. Dinia eagrus ingår i släktet Dinia och familjen björnspinnare. Inga underarter finns listade i Catalogue of Life.